# Campeonato Nacional de Martinica 2019-20
El Campeonato Nacional de Martinica 2019-20 fue la edición número 100 del Campeonato Nacional de Martinica. Se trató de la Temporada de los 100 años. La temporada fue abandonada por la pandemia del Covid-19.
La Liga de Fútbol de Martinica declaró campeón al AS Samaritaine.

## Formato
En el torneo participan 14 equipos los cuales juegan bajo el sistema de todos contra todos 2 veces totalizando 26 partidos para cada uno. Al término de la temporada el club con mayor puntaje se proclamará campeón y de cumplir los requisitos establecidos participará en la CONCACAF Caribbean Club Shield 2021, en cambio los tres últimos clasificados descenderán a la Promoción de Honor de Martinica.

## Tabla de posiciones
Actualizado el 8 de Marzo de 2020.
| Pos. | Equipo             | PJ | PG | PE | PP | GF | GC | DG  | Pts. | Clasificado a                                 |
| ---- | ------------------ | -- | -- | -- | -- | -- | -- | --- | ---- | --------------------------------------------- |
| 1    | AS Samaritaine     | 15 | 11 | 3  | 1  | 19 | 6  | +13 | 50   | Campeón y CONCACAF Caribbean Club Shield 2021 |
| 2    | Essor-Préchotain   | 15 | 9  | 4  | 2  | 39 | 21 | +18 | 46   |                                               |
| 3    | Club Franciscain   | 15 | 9  | 3  | 3  | 31 | 15 | +16 | 45   |                                               |
| 4    | Aiglon du Lamentin | 15 | 7  | 5  | 3  | 20 | 17 | +3  | 41   |                                               |
| 5    | US Robert          | 15 | 6  | 6  | 3  | 21 | 16 | +5  | 39   |                                               |
| 6    | CO Trénelle        | 15 | 6  | 5  | 4  | 24 | 13 | +11 | 38   |                                               |
| 7    | Golden Lion FC     | 15 | 4  | 5  | 6  | 22 | 15 | +7  | 33   |                                               |
| 8    | RC Rivière-Pilote  | 15 | 4  | 5  | 6  | 11 | 18 | -7  | 32   |                                               |
| 9    | RC Lorrain         | 15 | 3  | 6  | 6  | 17 | 20 | -3  | 30   |                                               |
| 10   | UJ Monnerot        | 15 | 3  | 6  | 6  | 15 | 26 | -11 | 30   |                                               |
| 11   | New Star Ducos FC  | 15 | 3  | 5  | 7  | 12 | 24 | -12 | 29   |                                               |
| 12   | Club Colonial      | 15 | 2  | 7  | 6  | 13 | 17 | -4  | 28   |                                               |
| 13   | RC Saint-Joseph    | 15 | 2  | 4  | 9  | 11 | 24 | -13 | 25   |                                               |
| 14   | Réveil-Sportif (R) | 15 | 1  | 5  | 9  | 15 | 38 | -23 | 23   | Promoción de Honor 2020-21                    |